# NGC 3667
NGC 3667 (NGC 3667A) je spiralna galaktika u zviježđu Peharu.

## Vanjske poveznice
- (eng.) SEDS: NGC 3667
- (eng.) Revidirani Novi opći katalog
- (eng.) Izvangalaktička baza podataka NASA-e i IPAC-a
- (eng.) Astronomska baza podataka SIMBAD
- (eng.) VizieR